# Bernd Kastenholz
Bernd Kastenholz (* 18. April 1949 in Speyer) ist ein deutscher Maler und Grafiker.

## Leben und Werk
Kastenholz wuchs in Haßloch auf und besuchte von 1964 bis 1967 die Meisterschule für Handwerker in Kaiserslautern (Malerlehre). Anschließend wechselte er von 1967 bis 1969 auf die Staatliche Werkkunstschule Mainz und studierte die Fächer Grafik und Design. Von 1969 bis 1973 studierte er an der Akademie der bildenden Künste Stuttgart Grafik bei Walter Brudi.
Zwischen 1970 und 1986 beschäftigte sich Kastenholz vor allem mit den grafischen Techniken der Strichätzung und der Aquatinta, wobei er vorzugsweise die angefertigten schwarz/weiß-Abzüge aufwändig kolorierte. Als Motive dienten ihm gesellschaftliche Außenseiter wie Gaukler, Tänzer, Harlekine und Bänkelsänger, die er in eigenwilliger Farbgebung und expressivem Strich folkloristisch überhöhte. In späteren Jahren setzte er seine Bildwelt in dreidimensionaler Form fort. Kastenholz’ Skulpturen bestehen aus zahlreichen farbig lackierten, verzinkten Stahlblechen, die er – nicht ohne hintergründigem Humor – zu figurativen Objekten zusammenfügt.
Kastenholz ist Mitglied der Pfälzischen Sezession. Er lebt und arbeitet seit 1972 als freischaffender Maler in Gleisweiler. Ausgezeichnet wurde er mit dem Förderpreis der Pfälzer Kunstfreunde (1973), dem Pfalzpreis für Bildende Kunst (1976) und dem Hans-Purrmann-Preis für Malerei (1980).

## Ausstellungen
- 2010: 55 Jahre Pfälzische Sezession – Kunstverein Speyer, Kulturhof Flachsgasse, Speyer
- 1983: Galerie der Stadt Balingen
- 1978: Große Kunstausstellung München (Zeitgeist (Gouache, 125 × 100 cm), Stürmische Freiheit (Gouache, 125 × 100 cm))
- 1973: Bernd Kastenholz - Gouachen, Galerie Lietzow, Berlin, Galerie Valentien, Stuttgart, Pfalzgalerie, Kaiserslautern[2]

## Publikationen
- Werkverzeichnis der Radierungen 1971–1976. Hrsg. Galerie Walther, Düsseldorf; der Galerie Geiger, Basel; der Galerie Boecker, Moers 1976
- Susanne Himmelheber: Bernd Kastenholz. Katalog zur Ausstellung (mit Willi Pastor). Hrsg. Kunstkreis Südliche Bergstraße-Kraichgau, Wiesloch, 1982
- Rudolf Greiner: Bernd Kastenholz – Eine Monografie. Edition Wiegand, Köln 1994
- Werkverzeichnis der Druckgrafik 1977–1994. Edition Schnake Münster, artcolor Verlag Hamm 1994